# Рассвет (Камышловский район)
Рассве́т — посёлок в Камышловском районе Свердловской области России, входит в состав Галкинского сельского поселения.

## Географическое положение
Посёлок Рассвет расположен в 17 километрах (по дорогам в 27 километрах) к северу-северо-западу от города Камышлова, на левом берегу реки Юрмач — левого притока Пышмы.

## Население
| 2002 | 2010 | 2021 |
| ---- | ---- | ---- |
| 108  | ↘32  | ↘13  |